# Jason Sudeikis
Daniel Jason Sudeikis (Fairfax, 18 september 1975) is een Amerikaans acteur en komiek van Litouwse afkomst. Hij debuteerde in 2007 op het witte doek als Tony Contiella in de filmkomedie The Ten. Hij behoorde van 2003 tot en met 2013 tot de vaste leden van Saturday Night Live, waarin hij 168 afleveringen verscheen en waarvan hij er aan 37 (mee)schreef. In 2011 presenteerde Sudeikis de MTV Movie Awards.
Sudeikis trouwde in 2004 met Kay Cannon, een co-schrijfster van 30 Rock. Daarin verscheen hij zelf enkele jaren later meerdere keren als Floyd. Sudeikis scheidde van Cannon in 2010. In januari 2013 verloofde hij zich met Olivia Wilde. Hij kreeg in april 2014 een zoon en in oktober 2016 een dochter met haar. In november 2020 ging het stel uit elkaar.
Sudeikis' oom is George Wendt. 

## Filmografie
*Exclusief televisiefilms
- Fool's Paradise (2023) - Lex Tanner
- South of Heaven (2021) - Jimmy Ray
- The Angry Birds Movie 2 (2019) - Red (stem)
- Booksmart (2019) - Principal Jordan Brown
- Next Gen (2018) - Justin Pin (stem)
- Driven (2018) - Jim Hoffman
- Kodachrome (2017) - Jim Hoffman
- Downsizing (2017) - Dave Johnson
- Permission (2017) - Glenn
- Colossal (2016) - Oscar
- The Book of Love (2016) - Henry
- Masterminds (2016) - Mike McKinney
- The Angry Birds Movie (2016) - Red (stem)
- Mother's Day (2016) - Bradley
- Race (2016) - Larry Snyder
- Tumbledown (2015) - Andrew McCabe
- Sleeping with Other People (2015) - Jake
- Horrible Bosses 2 (2014) - Kurt Buckman
- We're the Millers (2013) - David Clark
- Epic (2013) - Bomba (stem)
- Drinking Buddies (2013) - Gene Dentler
- Movie 43 (2013) - Batman
- The Campaign (2012) - Mitch Wilson
- Horrible Bosses (2011) - Kurt Buckman
- A Good Old Fashioned Orgy (2011) - Eric Keppler
- Hall Pass (2011) - Fred Searing
- Going the Distance (2010) - Box
- The Bounty Hunter (2010) - Stewart
- The Rocker (2008) - David Marshall
- What Happens in Vegas... (2008) - Mason
- Semi-Pro (2008) (cameo)
- Meet Bill (2007)
- Watching the Detectives (2007)
- The Ten (2007) - Tony Contiella

## Televisieseries
*Exclusief eenmalige gastrollen
- Hit Monkey - stem Bryce Fowler (2021-)
- Ted Lasso - Ted Lasso (2020-2023)
- The Last Man on Earth - Mike Miller (2015–2018, zestien afleveringen)
- Saturday Night Live - Verschillende (2003–2016, 171 afleveringen)
- Eastbound & Down - Shane Gerald / Cole Gerald  (2012–2013, zes afleveringen)
- The Cleveland Show - stem Holt (sinds september 2009–2013, tachtig afleveringen)
- It's Always Sunny in Philadelphia - Schmitty (2010–2011, twee afleveringen)
- Childrens' Hospital - Dr. Robert 'Bobby' Fiscus (2008, twee afleveringen)
- 30 Rock - Floyd (2007–2010, twaalf afleveringen)

- Biblioteca Nacional de España: XX5561470
- Bibliothèque nationale de France: cb16602348b (data)
- Gemeinsame Normdatei: 1013756002
- International Standard Name Identifier: 0000 0001 2232 4522
- Library of Congress Control Number: no2010189204
- MusicBrainz: 5abab4d9-3ba7-48ef-91b0-850d038edd2a
- Nationale Bibliotheek van Tsjechië: xx0205111
- Nederlandse Thesaurus van Auteursnamen: 336268092
- Système universitaire de documentation: 198629567
- Virtual International Authority File: 159846980
- WorldCat: E39PBJwX4vW7FjGtPcm6yxcByd